# 拓務省
拓務省是日本於1929年（昭和4年）到1942年（昭和17年）所設置的省，除掌管日本屬地（外地）之統治事務、監督外，也負責監督南滿州鐵道、東洋拓殖株式會社的業務、處理海外移民事務。長官為拓務大臣（たくむだいじん、拓相）。本條目亦介紹日本明治時代同樣掌管殖民地事務的拓殖務省。

## 沿革
1896年（明治29年）4月2日，日本政府為了監督臺灣總督府而設置了拓殖務省（たくしょくむしょう），首任拓殖務大臣為高島鞆之助，但該機構不久就因為整頓行政機關而在隔年（1897年）9月2日被廢除（高島鞆之助的大臣職位亦隨之廢止）。在這之後，由内務省負責處理臺灣事務。
但由於在日俄戰爭中，日本取得了樺太與關東州，並確立對朝鮮的保護權，日本政府於1910年（明治43年）設置了内閣直屬的拓殖局。而雖然拓殖局這個機構在大正時代歷經廢除、再設置、改稱等過程，日本政府仍覺得將外地統治與移民事業交由拓殖局掌管並不十分妥當，遂在1929年（昭和4年）設置了拓務省，負責監督朝鮮總督府、臺灣總督府、樺太廳、南洋廳的統治情況以及進行海外移民的指導與募集事務。
不過，在拓務省設置之後便開始有指責該省無法監督為軍部所統治之從九一八事變以來所獲得的佔領地、對朝鮮總督府欠缺直接監督權等等問題的批評。1942年（昭和17年），日本政府設置了管理含大東亞共榮圈在內的大東亞省，拓務省就結果來說被分割成了大東亞省、内務省、外務省等機關。

## 設立之初的組織
- 大臣官房
  - 秘書課
  - 文書課
  - 會計課
  - 調査課
- 朝鮮部：掌管與朝鮮總督府相關的事務
- 管理局：掌管地方行政、警察等等事務
  - 行政課
  - 司計課
  - 警務課
- 殖產局：負責產業振興、物資管制、殖民企業的事務
  - 農林課
  - 商工課
  - 理財課
  - 物資調整課
- 拓務局：掌管海外、外地移民（之後分割為拓北局、拓南局）
  - 總務課
  - 東亞第一課
  - 東亞第二課
  - 南美課
  - 南洋課

## 歷代大臣
- 在有辭職令的情況下再復任會計算成不同代，沒有辭職令而留任的情況下視為同一代。
- 臨時代理的情況是大臣職位出缺會予以紀載，而如果是因大臣海外出差而暫時代理的話則不予記載。

| 拓殖務大臣（拓殖務省） |            |                             |                          |                          |                                  |
| 代                     | 姓名       | 內閣                        | 就任年月日               | 退任年月日               | 備考                             |
| 1                      | 高島鞆之助 | 第2次伊藤內閣 第2次松方內閣 | 1896年（明治29年）4月2日 | 1897年（明治30年）9月2日 | 任期與拓殖務省的設置與廢止相同。 |

| 拓務大臣（拓務省） |            |               |                            |                                               |
| 代                 | 姓名       | 內閣          | 就任年月日                 | 備考                                          |
| 1                  | 田中義一   | 田中內閣      | 1929年（昭和4年）6月10日   | 兼任內閣總理大臣、外務大臣                    |
| 2                  | 松田源治   | 濱口內閣      | 1929年（昭和4年）7月2日    |                                               |
| 3                  | 原脩次郎   | 第2次若槻內閣 | 1931年（昭和6年）4月14日   |                                               |
| 4                  | 若槻禮次郎 | 第2次若槻內閣 | 1931年（昭和6年）9月10日   | 兼任內閣總理大臣                              |
| 5                  | 秦豐助     | 犬養內閣      | 1931年（昭和6年）12月13日  |                                               |
| 6                  | 永井柳太郎 | 齋藤內閣      | 1932年（昭和7年）5月26日   |                                               |
| 7                  | 岡田啓介   | 岡田內閣      | 1934年（昭和9年）7月8日    | 兼任內閣總理大臣                              |
| 8                  | 兒玉秀雄   | 岡田內閣      | 1934年（昭和9年）10月25日  |                                               |
| 9                  | 永田秀次郎 | 廣田內閣      | 1936年（昭和11年）3月9日   |                                               |
| 10                 | 結城豐太郎 | 林內閣        | 1937年（昭和12年）2月2日   | 兼任大藏大臣                                  |
| 11                 | 大谷尊由   | 第1次近衛內閣 | 1937年（昭和12年）6月4日   |                                               |
| 12                 | 宇垣一成   | 第1次近衛內閣 | 1938年（昭和13年）5月26日  | 兼任外務大臣                                  |
| 13                 | 近衞文麿   | 第1次近衛內閣 | 1938年（昭和13年）9月30日  | 兼任內閣總理大臣、外務大臣                    |
| 14                 | 八田嘉明   | 第1次近衛內閣 | 1938年（昭和13年）10月29日 | 兼任商工大臣 （1939年（昭和14年）1月5日以後） |
| 15                 | 小磯國昭   | 平沼內閣      | 1939年（昭和14年）4月7日   |                                               |
| 16                 | 金光庸夫   | 阿部內閣      | 1939年（昭和14年）8月30日  |                                               |
| 17                 | 小磯國昭   | 米內內閣      | 1940年（昭和15年）1月16日  |                                               |
| 18                 | 松岡洋右   | 第2次近衛內閣 | 1940年（昭和15年）7月22日  | 兼任外務大臣                                  |
| 19                 | 秋田清     | 第2次近衛內閣 | 1940年（昭和15年）9月28日  |                                               |
| 20                 | 豐田貞次郎 | 第3次近衛內閣 | 1941年（昭和16年）7月18日  | 兼任外務大臣                                  |
| 21                 | 東鄉茂德   | 東條內閣      | 1941年（昭和16年）10月18日 | 兼任外務大臣                                  |
| 22                 | 井野碩哉   | 東條內閣      | 1941年（昭和16年）12月2日  | 1942年11月1日職位廢除                         |

## 歷代次官

### 拓殖務次官
- 北垣國道:1896年4月3日－1897年7月16日（初代拓殖務次官）
- 奥田義人:1897年7月16日－1897年9月2日（文部次官、法制局長官、中央大學校長）

### 拓務次官
- 小村欣一:1929年6月10日－1930年12月31日（初代拓務次官就任。外務官僚）
- 堀切善次郎:1930年12月31日－1932年5月27日
- 河田烈:1932年5月27日－1934年7月10日（大藏次官）
- 坪上貞二:1934年7月10日－1935年1月19日（外務官僚、東京高商畢業）
- 入江海平:1935年1月19日－1937年5月14日
- 荻原彦三:1937年5月14日－1939年4月15日
- 田中武雄:1939年4月15日－1940年10月9日（内閣書記官長、内務官僚、明大畢業）
- 北島謙次郎:1940年10月9日－1941年12月26日（大藏官僚）
- 植場鐵三:1941年12月26日－1942年11月1日

## 大臣官邸
拓務大臣官邸位於東京芝區三田功運町。

## 歷代内閣拓殖局長等官員
拓殖局總裁
- （兼任）桂太郎：1910年6月22日－1911年5月5日
- 柴田家門：1911年5月5日－8月30日
- 元田肇：1911年8月30日－1912年12月21日
- （兼任）後藤新平：1912年12月21日－1913年2月22日
- （兼任）元田肇：1913年2月22日－6月12日

拓殖局長官
- 白仁武:1917年7月31日－1918年2月27日
- （兼任）有松英義:1918年2月27日－9月30日
- 古賀廉造:1918年9月30日－1921年5月27日
- 川村竹治:1921年5月27日－1922年6月14日
- 赤池濃:1922年6月14日－10月24日
- （事務取扱）元田敏夫:1922年10月24日－11月1日

拓殖事務局長
- 元田敏夫:1922年11月1日－1923年10月25日
- 俵孫一:1923年10月25日－1924年1月14日
- 別府總太郎:1924年1月14日－6月24日
- 濱田恒之助:1924年6月24日－12月20日

内閣拓殖局長
- 濱田恒之助:1924年12月20日－1925年9月16日
- 黒金泰義:1925年9月16日－1927年5月2日
- 成毛基雄:1927年5月2日－1929年6月10日